# Gabriel Prosser
Pour les articles homonymes, voir Prosser.
Gabriel  aujourd'hui communément connu sous le nom de Gabriel Prosser (comté de Henrico, Virginie, env. 1775 - 7 octobre 1800) est un esclave afro-américain qui, en 1800, projeta une grande révolte d'esclaves à Richmond.
D'abord retardée par la pluie, cette révolte ne put se dérouler car des informations concernant son déroulement avaient été divulguées avant son exécution. Gabriel et 25 autres membres présumés de cette révolte furent pendus. En réaction, la Virginie et d'autres États passèrent des lois imposant des restrictions aux Noirs libres, comme l'accès à l'éducation, la liberté de mouvement ou la location d'esclaves.

## Biographie
Né en esclavage dans le comte d'Henrico, Gabriel avait deux frères, Solomon et Martin. Ils vivaient tous dans la plantation de tabac appelée Brookfield, de Thomas Prosser. Il est probable que le père de Gabriel était forgeron, et c'était le métier auquel Gabriel et son frère furent formés. On lui avait aussi appris à lire et à écrire. Au milieu des années 1790, Gabriel âgé d'environ 20 ans mesurait "Six pieds et trois pouces" soit une grande taille. Il avait la réputation, tant auprès des Blancs que des Noirs, d'un homme courageux et intelligent.

## La rébellion de Gabriel
Gabriel avait méticuleusement préparé la révolte au cours de l'été. Le 30 août 1800, il décida de mener les esclaves dans Richmond, mais des pluies torrentielles empêchèrent la rébellion de se dérouler selon les plans. De plus, des maitres d'esclaves avaient été avertis du soulèvement. Le gouverneur de Virginie James Monroe fut alerté et il fit appel à la milice d'État. Gabriel essaya de s'échapper en descendant la rivière vers Norfolk mais il fut aperçu et trahi par un autre esclave pour une récompense. L'esclave ne toucha qu'une partie de la somme promise. Gabriel fut alors ramené à Richmond pour subir un interrogatoire auquel il refusa de répondre. Gabriel, ses deux frères et vingt-trois de leurs compagnons furent ensuite pendus.

## Historiographie
Dans son histoire des révoltes panafricaines C. L. R. James mentionne cette révolte d'esclaves comme inspirée par la révolution haïtienne. Il note qu'à l'inverse de révoltes d'esclaves antérieures à cet évènement, les révoltés épargnèrent les Français, les quakers et méthodistes (de par leur opposition à l'esclavage), cherchant à s'allier aux Blancs pauvres. Une des raisons de l'échec de cet révolte réside pour lui dans le manque de soutien à l'étranger.

## Aujourd'hui
En 2002, la ville de Richmond a adopté une résolution en l'honneur de Gabriel pour le 202e anniversaire de la tentative de rébellion. En 2007, le gouverneur de Virginie Tim Kaine a informellement donné son pardon à Gabriel et à ses partisans des excuses officielles, en reconnaissant que sa cause, « la fin de l'esclavage et la poursuite de l'égalité pour toutes les personnes, a prévalu à la lumière de l'histoire. ». Il n'a pu le faire officiellement car le pardon gouvernatorial ne peut pas être donné à titre posthume.